# 樋口敬七郎
樋口敬七郎 （1893年11月22日—1971年12月4日），為第十五任台灣軍參謀長，是臺灣軍事之中重要的一職，於台灣日治時期替台灣軍協助軍事發展，專責管理台灣軍。他的任期為1942年2月—1943年10月。戰後在故鄉佐賀縣唐津市任選舉委員會主委。
| 前任： 和知鷹二 | 台灣軍參謀長 1942年2月—1943年10月 | 繼任： 近藤新八 |